# Rob van Dijk
Rob van Dijk (Voorhout, 15 gennaio 1969) è un allenatore di calcio ed ex calciatore olandese di ruolo portiere. Terminata la carriera agonistica ha intrapreso quella di preparatore dei portieri.

## Carriera

### Primi anni
Van Dijk inizia la sua carriera nel Foreholte, una squadra dilettantistica, giocando da libero. Il portiere di quella squadra è Edwin van der Sar:" Sono stato l'ultimo uomo per lanciare via la palla, mentre Edwin faceva il resto, è stato un bel momento, parlo ancora con lui di tanto in tanto."
All'età di 19 anni van Dijk inizia a giocare con alcuni amici in una squadra per divertirsi, sacrificandosi a fare il portiere perché qualcuno lo doveva fare. Quando van der Sar passa al VV Noordwijk van Dijk cambia la sua posizione anche in squadra e diventa il portiere della squadra riserve, venendo poi promosso a portiere della prima squadra dopo solo un anno.
Nel giro di poco tempo alcuni club professionistici si sono interessati a lui e van Dijk ha contatti con l'Ajax che ha bisogno di un terzo portiere, tuttavia l'Ajax sceglie il suo ex compagno di squadra van der Sar. Van Dijk passa allora al VV Noordwijk per sostituire van der Sar, ma dopo poco tempo passa al Feyenoord come portiere di riserva.

### Carriera
Solo tre anni dopo il cambio di posizione van Dijk debutta nella prima squadra del Feyenoord. Il 5 dicembre 1992 al minuto 59 della partita contro il Vitesse entra in campo al posto di Dean Gorre, dopo che il portiere titolare Ed de Goey si era fatto espellere per un fallo in area di rigore. Il rigore seguente viene trasformato da Phillip Cocu che diventa il primo giocatore a segnare a van Dijk nei campionati professionistici.. Van Dijk si può mettere in luce due anni dopo il suo debutto: il 30 novembre 1994 sostituisce l'infortunato de Goey nella partita di KNVB beker contro il Willem II, giocando bene tanto da conquistarsi il riconoscimento di man of the match dopo i calci di rigore.
Dopo quattro stagioni nelle quali aveva giocato solo quattro partite in Eredivisie van Dijk chiede di essere ceduto:" De Goey non aveva intenzione di smettere, è stato molto carino. Sono stato il secondo dietro a Ed per quattro anni. Al momento ho una buona chance, de Goey non lascerà molto presto. Al RKC Waalwijk potrei diventare il primo portiere."
Van Dijk gioca con l'RKC per sette stagioni consecutive, per un totale di 214 partite. Poco prima della fine della stagione 2002-03 annuncia che a fine stagione avrebbe abbandonato l'RKC per passare al PSV.
Van Dijk firma un contratto biennale con i campioni d'Olanda in carica per fare il secondo d'esperienza dietro a Ronald Waterreus, in tutta la stagione gioca solo una partita, il 16 maggio 2004 contro l'AZ Alkmaar, vinta dal PSV per 4-2. Per la stagione successiva sarebbe diventato il quarto portiere dietro a Heurelho Gomes, Edwin Zoetebier e Nathan Coe.
Van Dijk lascia allora il PSV a parametro zero dopo essersi accordato per la rescissione consensuale. Il 9 luglio 2004 firma un contratto con il De Graafschap.
Van Dijk firma per due stagioni, ma perde la maggior parte della prima stagione a causa di un infortunio al ginocchio, infatti il pieno recuopero richiede diversi mesi a causa della grave usura della cartilagine. Il De Graafschap finisce la stagione al diciassettesimo posto e viene retrocesso in Eerste Divisie.
Successivamente, van Dijk torna all'RKC nell'estate del 2005, diventando la prima scelta, e giocando tutte le partite della stagione. Invece la stagione successiva va meno bene, infatti a causa dei cattivi risultati il 27 novembre 2006 l'allenatore Adrie Koster viene licenziato e il suo successore, Marco Wotte inizia a sperimentare il portiere di riserva Jurgen Wevers fino a farlo diventare la prima scelta
Il 30 gennaio 2007 l'Heerenveen annuncia l'arrivo di van Dijk come portiere di riserva alle spalle di Brian Vandenbussche. Van Dijk rimane all'Heerenveen due stagioni per un totale di 15 partite di Eredivisie
Il 1º settembre 2008 van Dijk torna al Feyenoord all'età di 39 anni, come secondo di Henk Timmer, la stagione successiva diventa titolare con il ritiro di Timmer.
Il 24 ottobre 2010, all'età di 41 anni, incassa 10 goal contro il Psv Eindhoven in una sola partita.
Nel 2011/2012 disputa 18 presenze in massima serie con l'Utrecht prima di ritirarsi.